# Romeinse villa Ubachsberg
De Romeinse villa Ubachsberg is een Romeinse villa ten westen van Ubachsberg in de gemeente Voerendaal in de Nederlandse provincie Limburg. De villa was van het type rustica en was een van de vele tientallen villa's van dit type in Zuid-Limburg.

## Ligging
De opgravingssite ligt op het Stockveld aan de noordwestzijde van buurtschap Kruishoeve (noordzijde Kolmonderweg) ten westen van Colmont. De Romeinse villa lag op de Vrakelberg, onderdeel van de heuvelrug van het Plateau van Ubachsberg. Ten zuiden van de villa en Kruishoeve daalt het landschap snel met hier het Droogdal van Colmont. Aan de noordzijde daalt het landschap geleidelijker. Zo'n 2,5 kilometer noordelijker lag destijds de Via Belgica met het tracé tussen Maastricht en Heerlen.

## Geschiedenis
In de 2e en 3e eeuw was het villa-complex in gebruik.
In 1922 vonden hier opgravingen plaats waarbij vele stukken van pannen en gedeelten van fundamenten gevonden werden.
Het terrein van de villa is sinds 1981 rijksmonument.